# Рубцова, Галина Сергеевна
Галина Сергеевна Рубцова (род. 30.12.1936, Петрозаводск) — советский инженер и учёный, специалист в области разработки ядерных боеприпасов.

## Биография
Окончила МАИ (1960) и с этого времени работала во ВНИИА — от инженера до старшего научного сотрудника-заместителя начальника подразделения, последняя должность — главный специалист по проектированию специзделий.
Лауреат премии Правительства РФ 1995 г. за работу по созданию, серийному освоению и оснащению Вооруженных Сил комплексом средств защиты ядерных боеприпасов от несанкционированного применения.
Награды: ордена «Знак Почёта» (1976), Трудового Красного Знамени (1983), медали «За освоение целинных земель», «Ветеран труда», «В память 850-летия Москвы», «300 лет Российскому Флоту».